# Giacomo Ruffo
Monsignor Tommaso Maria Ruffo, in religione fra' Tommaso (Bagnara, 6 settembre 1618 – Bari, 29 aprile 1691), è stato un arcivescovo cattolico italiano.

## Biografia
Figlio di Francesco Ruffo, II duca di Bagnara, e di sua moglie Guiomara Ruffo, dei principi di Scilla, fu inviato quindicenne a studiare a Napoli, dove maturò la sua vocazione e decise di abbracciare la vita religiosa tra i frati domenicani. Prese l'abito religioso in San Domenico Maggiore il 16 luglio 1634 e, compiuto il noviziato, professò i voti il 22 luglio 1635.
Completò la sua formazione ecclesiastica a Salamanca e nel 1641 rientrò a Napoli. Si dedicò all'insegnamento e nel 1644 fu ordinato prete. Fu reggente degli studi nella provincia napoletana dell'ordine e rettore del collegio San Tommaso d'Aquino. Nel suo ordine, ebbe l'incarico di definitore, visitatore, provinciale e priore del convento napoletano di San Domenico Maggiore.
Nominato procuratore generale dell'ordine, nel 1677 si stabilì a Roma. Fu eletto arcivescovo di Bari il 10 aprile 1684, consacrato il 16 aprile e il 24 aprile gli fu imposto il pallio dei metropoliti; raggiunse Bari il 23 luglio successivo.
Da arcivescovo, si preoccupò di applicare i decreti del Concilio di Trento, curò la formazione dei candidati al sacerdozio e potenziò il seminario e, attraverso visite pastorali, ristabilì la disciplina religiosa nei monasteri; lottò contro gli abusi del clero e difese le libertà ecclesiastiche dalle ingerenze del potere civile.
In punto di morte, ordinò di distribuire il ricavato della vendita della sua argenteria ai poveri. La sua tomba è nella basilica cattedrale di Bari.
Il 3 agosto 1745 fu aperto il processo ordinario in vista della beatificazione del vescovo, ma la causa ristagna.

## Rappresentazioni artistiche
Nel 2018, l'artista Giorgio Esposito ha realizzato un ritratto di Monsignor Tommaso Maria Ruffo, arcivescovo metropolita di Bari dal 1684 al 1691. L'opera, dipinta con tecnica a olio su tela e delle dimensioni di 80×100 cm, è conservata nella Chiesa di San Giuseppe a piazza Chiurlia, a Bari.
Il dipinto ritrae Monsignor Ruffo in una posa solenne, sottolineando il suo ruolo di pastore e riformatore della Chiesa locale. Attraverso dettagli accurati e un uso sapiente della luce, Esposito enfatizza la spiritualità e l'autorità del prelato, rendendo omaggio alla sua dedizione al rinnovamento ecclesiastico e alla formazione del clero. La collocazione dell'opera nella Chiesa di San Giuseppe celebra il legame tra il prelato e la città di Bari, dove egli servì con dedizione fino alla sua morte nel 1691.